# Si bemol

Si bemol (Si♭ na notação europeia e B♭ na americana) é uma nota musical um semitom acima de lá e uma abaixo de si. É, pois, enarmônica das notas lá sustenido e dó dobrado bemol.

## Altura
No temperamento igual, o si bemol que fica logo acima do dó central do piano (B♭4) tem a frequência aproximada de 467 Hz. Tem dois enarmônicos, A♯ e C♭♭.